# Котайкский район
Котайкский район — административно-территориальная единица в составе Армянской ССР и Армении, существовавшая в 1930—1995 годах (название с 1961 по 1990 годы — Абовянский район). Центр — Канакер (до 1961 года), затем Абовян (с 1961 по 1995 год).

## История
Район был образован в 1930 году под названием Котайкский район. 
В 1961 году Котайкский район был переименован в Абовянский. В 1990 году Абовянский район был переименован обратно в Котайкский. Упразднён в 1995 году при переходе Армении на новое административно-территориальное деление.

## География
На 1 января 1948 года территория района составляла 880 км². 

## Административное деление
По состоянию на 1948 год район включал 1 посёлок городского типа (Канакер) и 25 сельсоветов: Аванский, Акункский, Арамусский, Арзнинский, Аринджский, Ацаванский, Вохчабердский, Гарнинский, Гехардский, Гохтский, Гямрезский, Даллаклинский, Дзорахпюрский, Джрвежский, Елгованский, Зарский, Капутанский, Каракалинский, Кянкянский, Маяковский, Нурнусский, Пытхнинский, Разданский, Тутиянский, Эларский.